# Centaurea furfuracea
Centaurea furfuracea — вид квіткових рослин айстрових (Asteraceae). Ареал: Марокко, Алжир, Туніс, Лівія, Єгипет.